# Municipio de Oxford (Pensilvania)
El municipio de Oxford (en inglés: Oxford Township) es un municipio ubicado en el condado de Adams en el estado estadounidense de Pensilvania. En el año 2000 tenía una población de 4876 habitantes y una densidad poblacional de 193.3 personas por km².

## Geografía
El municipio de Oxford se encuentra ubicado en las coordenadas 39°53′00″N 77°02′23″O / 39.88333, -77.03972.

## Demografía
Según la Oficina del Censo en 2000 los ingresos medios por hogar en la localidad eran de $42 041 y los ingresos medios por familia eran $49 969. Los hombres tenían unos ingresos medios de $34 724 frente a los $19 666 para las mujeres. La renta per cápita para la localidad era de $17 175. Alrededor del 4,3% de la población estaban por debajo del umbral de pobreza.